# 山中かく
山中 かく（やまなか かく、1894年12月11日 - 2008年4月5日）は、国内最高齢だった女性。愛知県西尾市出身で、弥富市在住だった。
1894年、愛知県西尾町（現西尾市）生まれ。湾岸作業に70代まで従事し、引退してからは弥富市内の老人ホームで暮らしていた。趣味はカラオケで、国内最高齢となった当時は肺炎で寝込んでいた。長寿の秘訣を問われると「栄養ドリンクを毎日飲むこと」と答えていた。
2008年4月5日、居住していた老人ホームで113歳116日で死去。これにより、国内最高齢は沖縄県の知念カマとなった。